# Glicose-6-fosfato

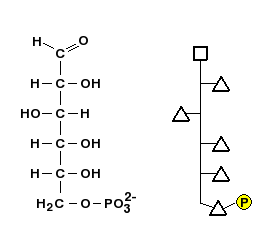
Estrutura da glicose 6-fosfato mostrada utilizando projeção de Fischer, à esquerda, e modelo poligonal, à direita.

A glicose-6-fosfato é um açúcar (glicose) fosforilado no carbono nº 6. Este composto é muito comum nas células: a vasta maioria da glicose que entra na célula fica fosforilada desta forma.
Devido à sua proeminente posição na química celular, a glicose-6-fosfato possui destinos muito variados dentro da célula. Pertence ao início de duas das maiores vias metabólicas:
- Glicólise
- Via das pentoses-fosfato

Em adição a estas vias metabólicas, a glicose-6-fosfato também pode ser convertida em glicogénio ou amido para armazenamento. Este armazenamento dá-se no fígado e nos músculos, sob a forma de glicogénio para a maioria dos animais multicelulares e de amido intracelular ou grânulos de glicogénio para a maioria do resto dos organismos.